# شاين أودونيل
شاين أودونيل (بالإنجليزية: Shane O'Donnell)‏ هو لاعب قذفأيرلندي، ولد في 15 يونيو 1994 في Ennis ‏ في جمهورية أيرلندا.